# Euphylliidae
Euphylliidae is een familie van neteldieren uit de klasse van de Anthozoa (bloemdieren).

## Geslachten
- Catalaphyllia Wells, 1971
- Ctenella Matthai, 1928
- Euphyllia Dana, 1846
- Galaxea Oken, 1815
- Gyrosmilia Milne Edwards & Haime, 1851
- Montigyra Matthai, 1928
- Simplastrea Umbgrove, 1939